# Neoscraptia testacea
Neoscraptia testacea es una especie de coleóptero de la familia Scraptiidae.

## Distribución geográfica
Habita en Oregón (Estados Unidos).